# El Cuervo
El Cuervo est une commune d’Espagne, dans la province de Teruel, communauté autonome d'Aragon comarque de Teruel.

## Démographie
En 2022, elle comptait 72 habitants sur une superficie de 20,76 km².